# Ничатская впадина
Нича́тская впа́дина — впадина на севере Каларского района Забайкальского края России.

## География
Находится между северным предгорьем хребта Кодар (с юго-востока), Лонгдорским поднятием (с юга и запада) и Патомским нагорьем (с севера и востока). Впадина состоит из трёх обособленных частей:
- Южная часть — занята долиной нижнего течения реки Эльгер (впадает в озера Ничатка); протяженность — 10 км, максимальная ширина — 2 км.
- Центральная часть — занята озером Ничатка; максимальная ширина — 4 км.
- Северо-восточная часть — занята долиной реки Сень (вытекает из озера Ничатка). Протяженность этого участка 22 км, максимальная ширина 6 км (к северу от озера Лось).

Общая протяженность впадины достигает почти 60 км. Абсолютные отметки днища изменяются от 590 м (на юге) до 460 м (на северо-востоке).

## Геология
Основное формирование Ничатской впадины шло в неоген-четвертичный период и активно продолжается в настоящее время. Важную роль в формировании впадины сыграли горные ледники, двигавшиеся по ней (включая озёрную часть) в плейстоцене. Рыхлые отложения впадины относятся к кайнозою, имеют незначительную мощность и разное происхождение (с преобладанием озёрных, речных, ледниковых, водно-ледниковых и склоновых). Преобладающие типы ландшафта — тайга, приречные луга и кустарники.